# Nicolae Gărbălău
Nicolae Gărbălău (n. 4 august 1931, Bălți – d. 20 februarie 2006, Chișinău) a fost un doctor habilitat în chimie, ales ca membru corespondent al Academiei de Științe a Moldovei, a fost specialist în domeniul chimiei compușilor coordinativi mono și polinucleari ai metalelor cu liganzi organici polifuncționali, macrociclici.
A elaborat metode de obținere a metalelor extrapure. A mai elaborat catalizatori originali. A obținut coloranți pentru masele plastice. 
A publicat peste 600 de lucrări științifice, 350 din care au fost publicate în cele mai prestigioase reviste de specialitate din lume.  
Rezultatele cercetărilor științifice au fost implementate pe larg în economia națională.
Fondatorul școlii de chimie coordinativă macrociclică și supramoleculară, sub îndrumarea domnului academician Gărbălău au susținut tezele 32 de doctori și doctori habilitați în chimie.
Numele său a fost eternizat cu ajutorul Academiei de Științe prin inaugurarea unei plăci comemorative amplasate pe fațada blocului Institutului de Chimie al A.Ș.M., unde savantul și-a petrecut mai mult de jumătate din viață.Placa comemorativă a fost amplasată alături de alte două plăci – cea a fondatorului școlii academice de chimie din Moldova, primului director al Institutului de Chimie – Anton Ablov, care, de fapt, i-a și inspirat savantului interesul pentru dezvoltarea acestui domeniu științific și cea a acad. Gheorghe Lazurievski, fondatorul școlii de chimie organică și bioorganică.
Începînd cu anul 2010 se instituie o bursă pentru cel mai bun doctorand chimist – „Bursa academicianului Nicolae Gărbălău”.